# Phyllocnema janthina
Phyllocnema janthina är en skalbaggsart som beskrevs av Hermann Julius Kolbe 1894. Phyllocnema janthina ingår i släktet Phyllocnema och familjen långhorningar.
Artens utbredningsområde är Sierra Leone. Inga underarter finns listade i Catalogue of Life.